# Austria's Next Top Model (sesta edizione)
La sesta edizione di Austria's Next Top Model (stilizzata come "Austria's Next Topmodel - boysןɹıƃ") è andata in onda sul canale PULS4 dall'11 settembre al 4 dicembre 2014, sotto la conduzione della modella austriaca Melanie Scheriau; novità riguardo agli altri giudici della gara: Rolf Scheider e Carmen Kreuzer sono stati sostituiti da Papis Loveday e Michael Urban, volti noti nel mondo della moda e della televisione austriaca, con l'aggiunta della conduttrice Bianca Schwarzjirg e di Larissa Marolt, vincitrice della prima edizione del programma, che ha curato il backstage e le emozioni dei concorrenti.

Il cambio dei giurati non è stato però l'unica novità di questa edizione dello show: infatti, per la prima volta nella versione austriaca, a competere per il titolo di miglior top model vi sono stati anche dei ragazzi; il cast era infatti composto da 9 donne e 9 uomini, per un totale di 18 finalisti, provenienti da ogni zona del Paese e con un'età compresa tra i 17 e i 28 anni.

Le destinazioni internazionali raggiunte dai ragazzi sono state: Nicosia, (Cipro), Milano, Londra e Berlino.

## Sistema di eliminazione
Altro cambio di rotta è stato quello riguardante il sistema di eliminazione dei concorrenti: entra infatti in gioco in questa edizione il voto attraverso Facebook.

Come per "America's Next Top Model", infatti, i 18 concorrenti hanno partecipato ad ogni singolo servizio fotografico che, dal 9 giugno al 26 luglio 2014 sono stati di volta in volta resi visibili al pubblico, il quale per 3 giorni aveva la possibilità di votare i propri tre concorrenti preferiti (o comunque conferire tre "likes" a proprio piacimento). Il sistema di eliminazione prevedeva un concorrente peggiore per il pubblico (il meno votato) che si sarebbe aggiunto ai peggiori scelti da ciascun giurato, i quali avrebbero deciso l'eliminato o l'eliminata. In due occasioni, gli esclusi hanno avuto modo di poter tornare in gara, in base ai voti ottenuti dagli utenti.

Il primo concorrente ad aver usufruito del rientro in gara grazie ai voti di Facebook è stato Manuel Stummvoll, eliminato durante l'episodio 5 e rientrato al termine dell'episodio 8; la seconda è stata Sanela Velagić, tra gli eliminati dell'episodio 12, rientrata poi in finale e classificatasi addirittura seconda.

## Premi
I premi per il vincitore, che si è rivelato essere Oliver Stummvoll, diciottenne di Böheimkirchen sono: un contratto con la "Wiener Models", un servizio fotografico con copertina per "GQ", una campagna pubblicitaria per il franchising di preziosi "Prinzenzauber" e una nuovissima Ford Fiesta.

## Concorrenti
(L'età si riferisce al tempo della messa in onda del programma)
| Concorrente                       | Età | Altezza | Provenienza                                  | Posizione                                                                      |
| --------------------------------- | --- | ------- | -------------------------------------------- | ------------------------------------------------------------------------------ |
| Stella Challiot                   | 18  | 171 cm  | Linz                                         | Eliminata nell'episodio 1                                                      |
| Anna-Maria Jurisić                | 17  | 178 cm  | Vienna                                       | Eliminata nell'episodio 2                                                      |
| Sylvia Mankowska                  | 17  | 177 cm  | Vienna (originaria della Polonia)            | Eliminata nell'episodio 3                                                      |
| Michael Molterer                  | 24  | 183 cm  | Sankt Pölten                                 | Eliminato nell'episodio 4                                                      |
| Mario Novak                       | 19  | 184 cm  | Linz (originario della Bosnia ed Erzegovina) | Eliminato al di fuori del giudizio in studio nell'episodio 7                   |
| Michelle Hübner                   | 22  | 180 cm  | Neusiedel                                    | Eliminati nell'episodio 7                                                      |
| René Manuel Neßler                | 22  | 185 cm  | Feldkirch                                    | Eliminati nell'episodio 7                                                      |
| Miroslav "Miro" Dmitrovich Slavov | 23  | 195 cm  | Vienna (originario dell'Ucraina)             | Eliminati nell'episodio 8                                                      |
| Carina Kriechhammer               | 17  | 173 cm  | Salisburgo                                   | Eliminati nell'episodio 8                                                      |
| Sonja Plöchl                      | 17  | 174 cm  | Freistadt (originaria di Singapore)          | Ritirata nell'episodio 9                                                       |
| Kajetan Gerharter                 | 19  | 186 cm  | Ramsau am Dachstein                          | Eliminato al di fuori del giudizio in studio nell'episodio 11                  |
| Christoph Tauber Romieri          | 28  | 185 cm  | Sankt Pölten                                 | Eliminato nell'episodio 11                                                     |
| Damir Jovanović                   | 24  | 185 cm  | Baden (originario della Serbia)              | Eliminati nell'episodio 12                                                     |
| Lydia Zoglmeier                   | 22  | 173 cm  | Breitenau                                    | Eliminati nell'episodio 12                                                     |
| Manuel Stummvoll                  | 19  | 186 cm  | Böheimkirchen                                | Eliminato nell'episodio 5 Rientrato nell'episodio 8 Quarto classificato        |
| Manuela Kral                      | 17  | 178 cm  | Magdalensberg                                | Terza classificata                                                             |
| Sanela Velagić                    | 22  | 180 cm  | Innsbruck (originaria della Serbia)          | Eliminata nell'episodio 12 Rientrata nell'episodio finale Seconda classificata |
| Oliver Stummvoll                  | 18  | 183 cm  | Böheimkirchen                                | Vincitore                                                                      |

- Manuel e Oliver sono fratelli

## Episodi

### Episodio 1
Giorno di messa in onda: 11 settembre 2014
Dopo un breve video introduttivo dei 18 finalisti, i ragazzi giungono in Liechtenstein, dove affrontano una sfilata in lingerie divisi in coppie, all'interno di un sontuoso castello; alcuni, come Anna-Maria e Kajetan, danno prova di scioltezza ed eleganza in passerella, altre come Stella e Sylvia invece deludono.

Il prossimo obiettivo è poi un servizio fotografico che sarà anche tema dei titoli di apertura dello show; i 18 ragazzi vengono divisi in base a determinate situazioni:
| Concorrenti                          | Tematica            |
| ------------------------------------ | ------------------- |
| Anna-Maria, Manuela, Mario e Michael | Lotta con i cuscini |
| Carina, Manuel, Michelle ed Oliver   | Lottatori di boxe   |
| Christoph, Kajetan, Miro e Sylvia    | Pompieri            |
| Damir, Lydia, Sanela e Stella        | Pittrici e modello  |
| René & Sonja                         | Samurai             |

Al pannello di giudizio, i ragazzi vengono prima introdotti ai loro premi, quindi giudicati uno per uno; 14 di loro passano al turno successivo, mentre per 4 concorrenti non è ancora detta l'ultima parola.

Stella viene reputata "catastrofica" riguardo alla sfilata, Sylvia troppo nervosa e tesa, Carina finisce del tutto demolita anche per il vestiario scelto per l'incontro coi giudici, mentre Sanela risulta essere la meno votata dal pubblico di Facebook.

Alla fine i giurati decidono di eliminare Stella.
- Concorrente più votata: Anna-Maria Jurisić
- Nominata per l'eliminazione da Melanie: Carina Kriechhammer
- Nominata per l'eliminazione da Michael: Sylvia Mankowska
- Nominata per l'eliminazione da Papis: Stella Challiot
- Nominata per l'eliminazione da Bianca (votazione di Facebook): Sanela Velagić
- Eliminata: Stella Challiot

### Episodio 2
Giorno di messa in onda: 18 settembre 2014
I 17 concorrenti in gara ricevono delle parrucche, un modo per far comprendere loro che dovranno ben presto sottoporsi al makeover, ossia il completo rinnovamento del loro look; al salone di bellezza, gli specchi sono coperti per impedire ai ragazzi di vedere il risultato finale.

Oliver ha qualche fastidioso problema col bruciore della tintura per capelli, mentre Sylvia inizia a piangere perché crede il suo taglio sia troppo corto; Anna-Maria crede di ricevere un taglio corto, ma alla fine si rivela uno scherzo e i capelli le vengono soltanto tinti. Alla fine, viene effettuato un servizio fotografico per le sedcards.

Seguentemente, i ragazzi volano a Cipro, dove li attende una gara di sfilata, dalla quale escono vincitori Christoph, Kajetan e Lydia.

Il giorno seguente, René rivela ai compagni la propria omosessualità, ricevendone l'accettazione da parte di tutti, anche se Kajetan afferma che non se lo sarebbe mai aspettato. Un altro servizio fotografico ha come sfondo il mare e la spiaggia, ed è molto particolare poiché meglio verrà affrontato, più foto si avranno a disposizione. Ancora una volta è Manuela ad avere le maggiori critiche positive, mentre Sylvia e Mario non riescono completamente a centrare l'obiettivo del servizio.

Al pannello di giudizio, critiche positive e passaggio al seguente turno per René, Manuela, Kajetan e Sanela; Sylvia viene nuovamente nominata per l'eliminazione da Michael Urban. Carina, Manuel, Sonja, Lydia, Christoph, Michael, Michelle e Oliver passano tutti al turno seguente; Anna-Maria viene nominata da Melanie per non aver particolarmente gratificato la giuria né durante la sfilata, né al servizio fotografico. Papis nomina Damir per non averlo trovato al massimo durante il servizio fotografico, mentre Mario è il meno votato dal pubblico di Facebook.

Alla fine, Anna-Maria è l'eliminata della seconda puntata.
- Concorrente più votata: Carina Kriechhammer
- Nominata per l'eliminazione da Michael: Sylvia Mankowska
- Nominata per l'eliminazione da Melanie: Anna-Maria Jurisić
- Nominato per l'eliminazione da Papis: Damir Jovanović
- Nominato per l'eliminazione da Bianca (votazione di Facebook): Mario Novak
- Eliminata: Anna-Maria Jurisić

### Episodio 3
Giorno di messa in onda: 25 settembre 2014
Lydia è criticata dagli altri concorrenti per un presunto flirt con Miro, nonostante lei abbia già un fidanzato; Sanela non crede sia giusto e vuole parlarne faccia a faccia, ma prima di questo, i concorrenti hanno il loro servizio fotografico: indossando costumi in stile anni '50 devono tuffarsi in una piscina con dei gonfiabili. Manuel impressiona positivamente i giudici e necessita solo di un paio di scatti per un buon risultato, mentre Carina (pur facendo di tutto per far bene) delude. Miro, Michelle, Kajetan e Christoph hanno alcuni problemi all'inizio, ma alla fine fanno un buon lavoro. Sanela e Damir scherzano durante le riprese, ma lei dice che nonostante lui sia una persona meravigliosa, sono qui per competere e le storie d'amore possono aspettare. Lydia ha grandi speranze per il servizio, ma non coglie totalmente il tema anni '50, deludendo parecchio i giudici; lei piange e ammette di voler sempre dare il suo meglio ed è per questo che si sente sotto pressione. A causa delle aspre critiche della scorsa settimana, si decide di dare a Mario uno stile più femminile; la sua performance è ottima e si ottiene la foto con il suo primo ciak, tra gli applausi degli altri ragazzi. Oliver e Sonja anche impressionano i giudici. Sylvia fa sorprendentemente un buon lavoro; Damir e Michael non si ricevono molte critiche, mentre René viene criticato per le sue pose non abbastanza naturali. Sanela non sa nuotare e non è in grado di rilassare il volto; i giudici sono delusi da tutta la sua performance, mentre Manuela non viene mostrata.

In seguito, Papis dà loro una lezione di catwalk e ognuno indossa jeans della sua collezione; la maggior parte dei ragazzi fa un buon lavoro, soprattutto Damir, migliorato moltissimo. Carina e Sylvia lottano parecchio e soprattutto riguardo Sylvia, Papis non sa nemmeno se ha ancora senso tenerla in gara. Alla fine della sfilata, Carina e Lydia piangono disperate al telefono coi propri fidanzati, a causa delle pesanti critiche ottenute.

Il giorno dopo, i ragazzi giungono presso gli uffici della "Wiener Models", per un casting, ma alcuni sono un disastro: Michelle dimentica il nome del fotografo del suo portfolio, Sylvia viene criticata per aver indossato occhiali da sole sulla testa, Oliver dimentica di mettere la sua sedcard, mentre Manuel e Manuela hanno problemi con il loro inglese. Alla fine di tutto, viene rivelato che le foto dei ragazzi sono state inviate all'agenzia partner "D'Uomo" di Milano, e che quattro di loro sono stati scelti per un casting:  Miro, Manuel, Kajetan e Oliver, che partono immediatamente.

Nel model loft, gli altri ragazzi giocano a calcio e Lydia si infortuna, mentre a Milano, i quattro ragazzi iniziano i loro casting, prima per Cerruti, poi per il fotografo Pasquale Abbattista, quindi per Canali, ma in tutti e tre, i ragazzi vengono scartati per essere troppo muscolosi.

Giunge il momento dell'eliminazione per i 12 concorrenti rimasti in Austria (i quattro ragazzi andati a Milano sono immuni e direttamente passano al turno successivo), ma prima devono affrontare una passerella indossando abiti in stile hip hop; Damir ottiene il maggior numero di voti su Facebook ed è al turno successivo, al contrario Mario ha ottenuto meno likes ed è uno dei 4 nominati (nonostante la giuria pensi che sia uno dei migliori). Sylvia è nuovamente al ballottaggio, nominata da Papis, per essere stata un disastro in passerella e non aver ascoltato i suoi consigli.; Christoph, Michelle, Manuela, Sonja, Michael e Carina passano tutti al turno successivo, mentre René viene nominato per il ballottaggio da Michael Urban. Sanela, nonostante il mezzo disastro durante il servizio, non è considerata la peggiore e passa al turno successivo, mentre Lydia è la quarta concorrente in ballottaggio, nominata da Melanie.

Il primo dei quattro a rischio ad essere salvato è Mario, perché i giudici veramente hanno visto qualcosa in lui questa settimana e Melanie si augura che anche l'Austria possa vederlo la settimana prossima; René viene salvato, e Melanie gli consiglia di imparare la differenza tra danza e passerella.

Ultime due a contendersi il posto finale sono Lydia e Sylvia: la prima brilla in passerella, ma scompare durante i servizi fotografici, la seconda invece non si capisce quanto desideri essere o meno una top model; alla fine Lydia, nonostante il pessimo servizio fotografico, viene salvata e Sylvia è la terza eliminata dal programma.
- Concorrente più votato: Damir Jovanović
- Nominato per l'eliminazione da Bianca (votazione di Facebook): Mario Novak
- Nominata per l'eliminazione da Papis: Sylvia Mankowska
- Nominato per l'eliminazione da Michael: René Manuel Neßler
- Nominata per l'eliminazione da Melanie: Lydia Zoglmeier
- Eliminata: Sylvia Mankowska

### Episodio 4
Giorno di messa in onda: 2 ottobre 2014
Tornato da Milano, Miro viene messo al corrente della discussione accesa tra Sanela e Lydia riguardo quest'ultima e lui; in seguito, i concorrenti ricevono la mail che annuncia il prossimo servizio fotografico. Poiché si parla di "altezze", Michelle inizia da subito ad esserne intimorita, essendo queste una sua grande fobia.

Il giorno dopo si scopre che il set del servizio è una delle cabine della Riesenrad, la ruota panoramica di Vienna. Sanela, René, Sonja, Damir, Miro, Manuel, Kajetan, Mario, Oliver, Christoph, Lydia e Michelle (nonostante l'iniziale paura) danno il loro meglio; Carina e Michael vengono criticati per avere la stessa espressione in ogni scatto, mentre Manuela porta avanti un servizio fotografico disastroso, deludendo tutti i giudici.

Una nuova sfida per i 15 concorrenti in gara è quella di indossare degli occhiali da vista e mostrare almeno cento pose in un minuto mentre si viene fotografati; i ragazzi ricevono numerosissime critiche, specialmente Miro, il quale fa infuriare il fotografo e lo stesso Papis, mentre le ragazze portano avanti un buon lavoro, vinto poi da Lydia, la quale decide di dividere parte del premio (una cena) con Mario; mentre i due, per conto proprio, parlano di Michelle e del suo comportamento nei confronti della gara, nella model house Christoph racconta a René (con il quale ha molto legato) il suo passato di dipendenza dalle droghe che lo ha quasi portato alla morte.

Un casting per un atelier di abiti da sposa attende le ragazze, le quali devono indossare gli abiti e mostrare diverse emozioni; Sanela dimentica il proprio portfolio e ride continuamente, ma nonostante ciò passa al turno successivo insieme a Lydia, la quale vince anche questa gara (Sanela continua a non prendere seriamente il casting).

Al pannello di giudizio, prima dell'eliminazione, i 15 sfilano in sexy lingerie (i ragazzi indossano anche maschere di animali), quindi come di consueto, uno ad uno affrontano la giuria; la prima è Manuela, criticata pesantemente da tutti i giudici per una settimana decisamente negativa e nominata da Melanie al ballottaggio. A lei segue Miro, nominato da Papis per il disastroso risultato durante la sfida delle 100 pose. Passano al turno successivo Lydia, Damir (il più votato di Facebook per la seconda settimana di fila), Carina, Kajetan, Mario e Christoph; Michael viene nominato da Michael Urban a causa dell'esito del servizio fotografico, mentre Oliver, Sonja, René e Michelle passano al turno successivo. Sanela e Manuel affrontano la giuria insieme, poiché entrambi hanno deluso i giudici per qualcosa, ma alla fine Sanela è salva, poiché Manuel ha ricevuto meno voti dal popolo di internet.

Dopo la decisione finale, Miro e Manuel vengono salvati, lasciando Manuela e Michael a contendersi l'ultimo posto; nonostante una settimana catastrofica e la grande delusione, Melanie annuncia a Manuela di darle un'altra chance, eliminando definitivamente Michael (il primo ragazzo a lasciare il programma).
- Concorrente più votato: Damir Jovanović
- Nominata per l'eliminazione da Melanie: Manuela Kral
- Nominato per l'eliminazione da Papis: Miro Slavov
- Nominato per l'eliminazione da Michael: Michael Molterer
- Nominato per l'eliminazione da Bianca (votazione di Facebook): Manuel Stummvoll
- Eliminato: Michael Molterer

### Episodio 5
Giorno di messa in onda: 9 ottobre 2014
Durante una serata di relax in villa, i 14 concorrenti ricevono un pacco contenente abiti tradizionali austriaci con un messaggio, "Le montagne stanno chiamando"; il giorno dopo, in un mix di curiosità ed eccitazione, i ragazzi si dirigono a Bad Gastein dove, indossati gli abiti ricevuti, devono sfilare in alta quota guidati da Papis: Michelle, nonostante la sua paura per le altezze, fa abbastanza bene (anche se Sanela continua a insinuare che sia tutta una farsa), Kajetan, Manuela e Sanela ricevono buone critiche, Lydia e Christoph sfilano egregiamente; i restanti ricevono critiche sia positive che negative. La sera, i ragazzi fanno una festa e alzano un po' il gomito, tranne Lydia e Miro che decidono di ritirarsi in stanza, attirando su loro ulteriori voci circa un loro flirt, che i due smentiscono con Oliver e Christoph la mattina dopo. Il servizio fotografico vede in seguito i ragazzi appesi a testa in giù per impersonare pipistrelli; Kajetan porta a termine un ottimo servizio nonostante non si senta bene, Mario ottiene buone critiche tranne per l'espressività, Michelle anche (nonostante nuovamente sia spaventata), Sonja risulta essere tra le migliori, ottimo risultato anche per Lydia, Miro e René (che ha accusato malesseri durante il servizio); i giudici sono poi preoccupati per Damir, reduce da un passato tumore al cervello, ma il ragazzo porta a termine il servizio molto bene; Sanela e Christoph fanno bene, nonostante la sbronza della notte precedente.

Un'altra sfida seguente prevede la scalata di una parete insieme a Papis; tutti tranne Michelle riescono nell'impresa. Proprio Michelle è nuovamente oggetto di discussione di Sanela e Mario; Sanela in particolare la attacca per aver detto a Manuela di dover perdere peso, quando in realtà lei stessa mangia più di tutti. Michelle non prende bene le parole della compagna.

Giunge il momento del giudizio e dell'eliminazione: Sonja viene definita tra le migliori della settimana e passa al turno successivo; Manuel è per la seconda volta il meno votato di Facebook ed è a rischio. Kajetan, Sanela, Oliver, Mario, Carina, Lydia, Damir, Christoph ricevono critiche miste ma sono tutti al turno successivo; René viene nominato sia da Melanie che da Michael. Manuela e Miro passano al turno successivo, mentre Michelle è votata da Papis.

Questa settimana in tre si contendono la permanenza nel programma: Michelle è la prima ad essere salvata e, dopo un toccante momento tra René e Manuel (i due hanno stretto un forte legame), Manuel è il quinto concorrente eliminato dal programma.
- Concorrente più votato: Damir Jovanović
- Nominato per l'eliminazione da Bianca (votazione di Facebook): Manuel Stummvoll
- Nominata per l'eliminazione da Melanie: René Manuel Neßler
- Nominato per l'eliminazione da Michael: René Manuel Neßler
- Nominato per l'eliminazione da Papis: Michelle Hübner
- Eliminato: Manuel Stummvoll

### Episodio 6
Giorno di messa in onda: 16 ottobre 2014
Dopo l'emozionale eliminazione di Manuel, i 13 concorrenti rimasti chiamano i propri cari per annunciare loro il passaggio al turno successivo e per far sapere loro come stanno; in seguito, una mail di Melanie annuncia il prossimo servizio fotografico, che vedrà i ragazzi cimentarsi con un ballo antico, ma mai fuori moda: il walzer. Christoph non si sente particolarmente a proprio agio, soprattutto per la differenza di altezza abbastanza ampia tra lui e Michelle; Sanela e Damir fanno un ottimo lavoro, Carina e Mario anche. Sonja, Lydia, Miro e Kajetan portano avanti un buon servizio fotografico; Oliver e Manuela, sebbene con qualche problema di altezza, concludono anche una buona performance.

Al servizio fotografico segue una passerella su un red carpet ad una festa assai illustre, nella quale i concorrenti devono cimentarsi anche nella risposta ad alcune domande di svariati giornalisti; Sanela e Miro vengono decretati vincitori, poiché più disinvolti e sicuri.

Tornati alla model house, i ragazzi vengono sorpresi dalla presenza della band tedesca "Revolverheld", che suonano e cantano per loro; più in là, nasce un conflitto tra Christoph e Mario a causa del presunto egoismo del secondo. La mattina dopo, una mail di Melanie che dice ai ragazzi di preparare le valigie interamente; giunge quindi Papis che, molto alterato, annuncia che un concorrente ha violato il regolamento usando un cellulare nascosto: si tratta di Sonja. Per punizione, ragazze e ragazzi dovranno scambiarsi le stanze; tutti quanti sono molto indispettiti dalla cosa e se la prendono con la giovane, che viene difesa soltanto da Michelle.

Al pannello di giudizio prima dell'eliminazione, i 13 concorrenti devono sfilare più volte, cambiando velocemente abiti; sebbene quasi tutti credano di aver fatto bene, sono sorpresi da Melanie, la quale urla e si dice estremamente delusa dal modo di sfilare di tutti quanti, e continuando che se fosse stata ad un casting, non avrebbe preso nessuno dei 13; giunge poi il momento dell'eliminazione e si parte proprio con Sonja, il quale comportamento viene definito immaturo e stupido; senza giri di parole, viene nominata al ballottaggio da Melanie. Oliver, Manuela, Kajetan e Lydia passano al turno successivo; Carina viene nominata da Michael Urban, ma tutta la giuria concorda di averla trovata un disastro durante il red carpet. Miro, Sanela, Damir (nuovamente il più votato da Facebook), Christoph e René sono al turno successivo, mentre Michelle (nominata da Papis) e Mario (meno votato dal pubblico di Facebook) sono al ballottaggio.

Carina, Mario, Michelle e Sonja sono a rischio eliminazione; proprio Sonja è la prima ad essere salvata, per aver prodotto una magnifica foto e per notevoli miglioramenti in tutto, ma gli altri concorrenti non sono per nulla contenti. La seconda salvata è Michelle; Carina e Mario ultimi due, entrambi per essere poco consistenti, vengono però entrambi salvati, a causa di una settimana difficile un po' per tutti.

Tutti i 13 vengono chiamati nella sala di giudizio, e Melanie annuncia loro di aver voluto per tutti un'altra chance, ma che dovranno sudare parecchio, poiché al prossimo giro, almeno 3 di loro verranno eliminati; la notizia lascia tutti sotto shock.
- Concorrente più votato: Damir Jovanović
- Nominata per l'eliminazione da Melanie: Sonja Plöchl
- Nominata per l'eliminazione da Michael: Carina Kriechhammer
- Nominata per l'eliminazione da Papis: Michelle Hübner
- Nominato per l'eliminazione da Bianca (votazione di Facebook): Mario Novak
- Eliminato: Nessuno

### Episodio 7
Giorno di messa in onda: 23 ottobre 2014
La settimana inizia con lo scambio delle stanze dopo la rottura delle regole da parte di Sonja: emozionante per i ragazzi, ma un incubo per le ragazze perché ora hanno uno spazio più piccolo; Soprattutto Sanela è ancora arrabbiata con Sonja, la quale cerca di fare del suo meglio per scusarsi facendo tutto in casa.

Ma non c'è molto tempo per i litigi, perché è il momento del servizio fotografico, che vede i concorrenti vestire i panni di samurai mentre saltano su un trampolino; quello che non sanno è che i giudici hanno deciso di mandare uno di loro a casa subito dopo il servizio. Sanela è la prima e sorprende i giudici con una prestazione molto buona, i quali invece sono delusi da Michelle, che lotta per ottenere una buona foto; Papis dice nel frattempo ai concorrenti di quanto sia rimasto scioccato dalla pessima settimana appena trascorsa e che vuole che migliorino dando individualmente delle lezioni di catwalk. Al servizio intanto, Kajetan, Manuela e soprattutto Oliver impressionano positivamentei giudici, mentre Sonja porta avanti il servizio davvero male. Dopo essere quasi stata eliminata la scorsa settimana, Carina vuole mostrare ai giudici che lei è lì per rimanere, e conclude il servizio benissimo; Christoph ha problemi e non riesce a impressionare i giudici, Lydia svolge bene il servizio anche se ha iniziali problemi, Rene fa bene anche se i giudici vedono in lui ancora più un ballerino che un modello, Damir e Miro concludono bene, mentre Mario non riesce a convincere i giudici, ed è proprio lui ad essere eliminato, tra lo shock e la tristezza di molti, soprattutto di Sanela.
- Eliminato subito dopo il servizio fotografico: Mario Novak

Il giorno dopo è il compleanno di Sanela, e la ragazza riceve in segreto una sorpresa dalla sua famiglia e dai giudici; quindi, i ragazzi sono invitati ad un finto servizio fotografico, che si rivela essere la gara ricompensa; i ragazzi devono posare per conto di un'eccentrica fotografa (in realtà un'attrice). Vincitore della gara è Oliver, che decide di dividere il premio (una serata di gala per il magazine "GQ") con Carina.

Mentre trame e piccole gelosie serpeggiano in Sanela, la quale vede Manuela troppo vicina a Damir, i ragazzi sono invitati ad un vero casting per una sfilata ad Hong Kong, con Papis e con la ex giurata del programma Elvyra Geyer; quest'ultima critica aspramente quasi tutti i 12 concorrenti, restando però colpita da Manuela, la quale vince il premio e vola a Hong Kong, dove sfila e ottiene ottimi risultati e critiche.

Al pannello di giudizio, Melanie si congratula con la ragazza e dà il via ad una sfilata nuovamente a tema orientale, al termine della quale viene annunciato che ben 2 concorrenti saranno eliminati; si inizia quindi con i giudizi: Manuela, Kajetan, Oliver e Lydia sono al turno successivo per aver lavorato sodo durante tutta la settimana; René viene nominato per l'eliminazione da Melanie, in quanto non vede segni di miglioramento nel giovane. Carina è la più votata di Facebook questa settimana ed è al turno successivo, così come Sanela, mentre Miro è a rischio in quanto meno votato dal web.

Michelle è la terza nominata per l'eliminazione, votata da Michael Urban; Damir e Christoph sono al turno successivo, mentre Sonja è la quarta concorrente a rischio, nominata da Papis, stufo delle sue continue scuse su qualunque cosa.

I quattro concorrenti al ballottaggio affrontano nuovamente i giudici, sapendo che solo due continueranno la gara; Michelle viene chiamata per prima, ma solo per sentirsi dire di essere eliminata. Sonja riceve invece un'altra opportunità, lasciando a battersi per l'ultimo porto Miro e René; alla fine, Melanie annuncia che Miro può continuare la gara, mentre per René si conclude qui.
- Concorrente più votato: Carina Kriechhammer
- Nominato per l'eliminazione da Melanie: René Manuel Neßler
- Nominato per l'eliminazione da Bianca (votazione di Facebook): Miro Slavov
- Nominata per l'eliminazione da Michael: Michelle Hübner
- Nominata per l'eliminazione da Papis: Sonja Plöchl
- Eliminati: Michelle Hübner e René Manuel Neßler

### Episodio 8
Giorno di messa in onda: 30 ottobre 2014
Continuano gli attriti tra Sanela e Manuela riguardo a Damir, ma mentre Manuela vorrebbe chiarire, la seconda non ne ha la minima intenzione; un messaggio insanguinato viene ritrovato dietro la porta, ma prima di potersi rendere conto di cosa possa essere, Papis giunge in villa e trascina i ragazzi ad un casting per la rivista "Vangardist", la cui agenzia cerca un ragazzo e una ragazza per un servizio. Dopo un casting nel quale devono mostrare la loro grinta e varie espressioni, Lydia e Miro vincono la gara.
I 10 concorrenti vengono poi portati in un cimitero, nel quale dovranno posare per un servizio a tema horror (in occasione della messa in onda della puntata a cavallo di Halloween): Carina e Kajetan rimangono scioccati dalla location, pensando sia una mancanza di rispetto. Manuela porta a termine bene il servizio, così come Oliver, Damir, Sonja e Kajetan, mentre Christoph, Lydia, Carina, Miro e soprattutto Sanela deludono parecchio i giurati.
Papis riceve una chiamata da un agente della "Wiener Models" interessato ad Oliver per una sfilata, ma prima il catwalk trainer decide di sottoporre i concorrenti ad una sfilata in villa con abiti strambi, che si rivela essere molto divertente per i ragazzi; alla fine, Kajetan è decretato vincitore e guadagna una giornata di jet-ski, che decide di dividere con Manuela. Mentre i due si divertono, Oliver vola a Berlino per la sfilata mentre Miro e Lydia posano per il servizio su "Vangardist".
In seguito, i 10 concorrenti e Papis hanno un party di Halloween in villa, ma non è che l'occasione per rivedere alcuni loro parenti.
La notte prima dell'eliminazione, Carina, Lydia e Sanela scoprono una foto di Sonja con il proprio ragazzo; convinte che sia stata scattata nel periodo del programma (quindi l'infrazione di una seconda regola), sperano che la ragazza sia eliminata.

Al pannello di giudizio, i ragazzi sfilano in abiti e trucco a tema macabro, quindi giunge il momento dell'eliminazione, che questa volta viene effettuata alla presenza di tutti i candidati in studio: Sonja è la prima chiamata ed è al turno successivo avendo fatto molto bene al servizio; Carina è delusa e racconta ai giudici della foto, ma Melanie la interrompe dicendo che già loro erano al corrente della cosa e l'avevano considerata nella precedente ammonizione. Oliver, Damir, Manuela e Kajetan sono al turno successivo, Miro è nuovamente il meno votato di Facebook, Sanela viene nominata da Melanie per la scarsa resa durante il servizio, Lydia viene nominata da Michael per lo stesso motivo. A Christoph viene data una nuova chance, mentre Carina, nominata da Papis, è la quarta concorrente in ballottaggio.
Miro è il primo dei quattro ad essere chiamato e viene eliminato; Sanela viene salvata grazie al suo corpo e alla sua notevole bravura nello sfilare. Ultime due Carina e Lydia, ma solo un posto disponibile: Melanie è diretta con entrambe nelle sue critiche, ma ammette che una delle due ha un potenziale maggiore, ed è Lydia. Carina è quindi la seconda eliminata.
La puntata però non è finita, e neanche le sorprese: Melanie spiega agli 8 ragazzi rimasti che a loro si aggiungerà un concorrente, uno tra i 10 eliminati in precedenza: Stella, Anna-Maria, Sylvia, Michael, Manuel, Mario, René, Michelle e gli ultimi due Miro e Carina. Immediatamente vengono annunciati i 3 concorrenti con il maggior numero di voti, che sono Michael, Manuel e Carina; alla fine, viene annunciato che Manuel è il concorrente che rientra!
- Concorrente più votato: Oliver Stummvoll
- Nominato per l'eliminazione da Bianca (votazione di Facebook): Miro Slavov
- Nominata per l'eliminazione da Melanie: Sanela Velagić
- Nominata per l'eliminazione da Michael: Lydia Zoglmeier
- Nominata per l'eliminazione da Papis: Carina Kriechhammer
- Eliminati: Miro Slavov e Carina Kriechhammer
- Rientrato in gara: Manuel Stummvoll

### Episodio 9
Giorno di messa in onda: 6 novembre 2014
I concorrenti in gara, dopo aver salutato gli ultimi esclusi Miro e Carina e aver riaccolto Manuel, scoprono che la prossima destinazione da raggiungere sarà Berlino; ma prima, i 9 ragazzi dovranno posare per il servizio fotografico della settimana, che li vedrà posare con serpenti e ragni. Gli scatti, in 3D (ispirati al famoso videogioco "The Sims") saranno poi usati come modelli per produrre delle loro statuine. Christoph, Damir, Sanela, Sonja, Lydia, Kajetan e Manuel portano avanti bene il servizio, Oliver è spaventato dai ragni ma conclude bene, mentre Manuela prima scaraventa a terra il serpente presa dal panico, quindi decide di posare senza alcun animale addosso.

Concluso il servizio, i concorrenti volano a Berlino e le ragazze devono partecipare immediatamente ad un casting di Marina Hörmanseder per una sfilata alla "Berlin Fashion Week": Lydia colpisce Marina positivamente, tranne per l'altezza, Sonja e Sanela sono scartate (la prima per il taglio di capelli e i tatuaggi, la seconda per essere troppo tesa e legnosa), mentre Manuela è quella che maggiormente strega la stilista, la quale in ultimo decide di prendere proprio lei per la sfilata.

La sera, un party a scopo lavorativo si trasforma in baldoria: Damir e Manuel finiscono con ragazze del locale e Lydia vomita sul terrazzo; il giorno dopo, gli organizzatori dell'evento (agenzia "Racks and Rookies) invitano i ragazzi ad un casting, dicendosi scioccati per il comportamento della notte precedente, ma alla fine, nonostante diversi facciano un disastro, 4 ragazzi vengono presi per un servizio fotografico: Damir, Christoph, Manuela e Lydia.

La sera dopo, ad un altro party organizzato da Papis, viene mostrato un video nel quale viene mostrata Manuela durante la sfilata alla "Berlin Fashion Week"; in seguito, i ragazzi vincitori del casting hanno il loro servizio fotografico.

Al pannello di giudizio, dopo due sfilate davanti ai giudici, i ragazzi conoscono il risultato della loro settimana: Manuela viene nominata da Melanie per l'eliminazione, per il suo comportamento durante il servizio fotografico col serpente; Oliver, Damir, Manuel e Sanela passano al turno successivo (la ragazza riceve un nuovo cellulare in regalo in quanto migliore e maggiormente professionale ai due party), mentre Kajetan e Lydia sono a rischio, nominati da Papis e Michael. Christoph è al turno successivo, mentre Sonja è colei che ha ricevuto meno voti e commenti su Facebook; prima però di poter nuovamente affrontare i giudici, la ragazza decide di abbandonare da sé la gara, in quanto sente di essere giunta al limite massimo di pressione. Melanie e i giudici tutti sono dispiaciuti, ma accettano l'auto-esclusione della ragazza; quindi tutti i concorrenti vengono richiamati in studio e Melanie rivela a Kajetan, Lydia e Manuela di essere salvi ancora per questa settimana.
- Concorrente più votato: Oliver Stummvoll
- Nominata per l'eliminazione da Melanie: Manuela Kral
- Nominato per l'eliminazione da Papis: Kajetan Gerharter
- Nominata per l'eliminazione da Michael: Lydia Zoglmeier
- Nominata per l'eliminazione da Bianca (votazione di Facebook): Sonja Plöchl
- Auto-esclusa: Sonja Plöchl
- Eliminato: Nessuno

### Episodio 10
Giorno di messa in onda: 13 novembre 2014
Tornati in villa, gli otto concorrenti hanno l'amara sorpresa di ritrovarsi il frigo completamente vuoto di ogni genere alimentare e vengono condotti il giorno dopo sul set del servizio fotografico a digiuno; qui, i concorrenti dovranno posare come ricchi nobili in versione punk. Damir, Oliver, Christoph, Manuel, Lydia e Manuela fanno bene, Sanela e Kajetan molto meno, ma alla fine gli 8 ricevono da Melanie 500,00€, che sarà il loro budget per la settimana.

In seguito, i ragazzi vengono portati in un centro commerciale, dove in 30 minuti devono comprare degli abiti, indossarli e sfilare in coppie (Damir/Manuela, Lydia/Manuel, Kajetan/Sanela e Christoph/Oliver). Kajetan e Sanela vincono. Quindi i concorrenti si recano al supermercato; tornati in villa, ricevono la visita dell'ex concorrente Mario, il quale passa molto tempo a parlare con Sanela.

Intanto, giunge l'opportunità di un nuovo casting, questa volta per "Meinl Magazine"; i ragazzi si ritrovano davanti, oltre all'agente di casting, un coniglio morto, con il quale ad alcuni viene chiesto di posare. Alla fine Christoph, Manuel, Manuela, Oliver e Sanela (con l'aggiunta dell'ex concorrente Michelle) vincono il servizio fotografico.

Il giorno dopo, Melanie e Michael fanno visita ai ragazzi, portando loro il conto delle spese effettuate con il budget: il più parsimonioso tra tutti è stato Manuel, il quale vince un weekend in un hotel di lusso da condividere con una concorrente (sceglie Lydia).

Al pannello di giudizio, agli otto concorrenti è richiesto di sfilare in abiti lussuosi, quindi si passa al giudizio: Oliver è nuovamente il più votato di Facebook e passa al turno successivo, così come Manuela e Lydia. Christoph viene nominato al ballottaggio da Michael per non riuscire a migliorare, mentre Sanela è a rischio per essere la meno votata di Facebook. Manuel passa al turno successivo, mentre Kajetan e Damir sono nominati: il primo da Papis per non aver vinto ancora nessun servizio fotografico lavorativo, il secondo da Melanie per avere un enorme potenziale che non è in grado di usare.

Christoph, Damir, Kajetan e Sanela sono a rischio. Christoph e Sanela vengono immediatamente salvati per aver vinto il servizio fotografico per "Meinl Magazine"; a Damir e Kajetan viene data un'ultima opportunità: passeranno entrambi al turno successivo, ma chi dei due commetterà il minimo errore al prossimo servizio fotografico, sarà irrimediabilmente eliminato.
- Concorrente più votato: Oliver Stummvoll
- Nominato per l'eliminazione da Michael: Christoph Tauber Romieri
- Nominata per l'eliminazione da Bianca (votazione di Facebook): Sanela Velagić
- Nominato per l'eliminazione da Papis: Kajetan Gerharter
- Nominato per l'eliminazione da Melanie: Damir Jovanović
- Eliminato: Nessuno

### Episodio 11
Giorno di messa in onda: 20 novembre 2014
Damir e Kajetan sono estremamente nervosi a causa dell'imminente eliminazione di uno dei due, e la settimana inizia proprio con il servizio fotografico, sullo sfondo di un vigneto; Papis annuncia che per la prima volta dovranno posare in coppia, nudi, e dovranno impersonare Adamo ed Eva nel Giardino dell'Eden. Seppur scioccati, tutti si sottopongono al servizio. Iniziano Sanela e Christoph: lei è molto turbata e indecisa inizialmente, ma alla fine si lascia andare impressionando positivamente i giudici, mentre Christoph è quasi disastroso, non riuscendo a concentrarsi, pensando alla sua ragazza. Tocca poi a Kajetan (in coppia nuovamente con Sanela), il quale dà un'ottima prova nonostante un po' di nervosismo; prossima coppia Oliver e Lydia e anche per loro un ottimo lavoro e un'ottima prestazione per i giudici. Lydia posa poi insieme a Manuel, il quale però non riesce a controllare bene i propri movimenti durante le pose; concludono Damir e Manuela, i quali dopo un iniziale imbarazzo concludono più che bene.

Giunge il momento tanto temuto: per i giudici non è facile poiché sia Damir che Kajetan hanno dato ottima prova di loro stessi, ma alla fine decidono di eliminare Kajetan, in quanto Damir ha reso bene quasi più di tutti i concorrenti.
- Eliminato subito dopo il servizio fotografico: Kajetan Gerharter

Tornati in villa, i ragazzi sono accolti dalla notizia di un nuovo casting a cui partecipare, questa volta per la rivista "Look"; Sanela, Manuela, Oliver e Christoph impressionano positivamente i direttori della rivista e passano al turno successivo (nonostante le due ragazze avessero ammesso di temere i servizi fotografici sott'acqua, parte fondamentale del futuro articolo della rivista). In attesa del secondo casting, Christoph telefona alla propria fidanzata raccontandole del servizio fotografico, mandandola su tutte le furie; quindi, tornati al casting, dopo una lezione di due ore di apnea e nuoto, Manuela e Oliver vengono scelti per il servizio sott'acqua, che portano avanti egregiamente.

Intanto, mentre Christoph medita di lasciare il programma, i ragazzi ricevono la visita di Larissa Marolt, vincitrice della prima edizione dello show, la quale coinvolge i 7 concorrenti in una gara di recitazione nella quale devono rappresentare: Manuela una sorella che odia il proprio intelligentissimo fratello (Damir), mentre Christoph tenta di far fare loro la pace; Sanela è un'osservatrice, Oliver un ex paziente di ospedale psichiatrico, Manuel un uomo felicissimo e Lydia una donna indipendente ma sola. Terminata la sessione, Larissa rivela che anche questa era una gara ricompensa, che viene vinta da Manuela, che sceglie di dividere il premio (una battaglia di elicotteri) con Damir.

Al pannello di giudizio, i ragazzi sfilano con indosso abiti avant-garde e devono recitare un piccolo spot: Manuela è la prima ad essere giudicata, tutti sono entusiasti della sua settimana, ma purtroppo l'Austria non la pensa così ed è lei la meno votata dal popolo di Facebook; Oliver invece è per quarta volta consecutiva il più votato e passa al turno successivo, così come Sanela, Lydia e Damir. Rimangono Christoph e Manuel; il primo viene nominato da Michael e Papis per il servizio fotografico disastroso, il secondo viene nominato da Melanie perché ha l'impressione stia "scomparendo" rispetto agli altri concorrenti.

Tre persone al ballottaggio, una da mandare a casa: Manuel è il primo ad essere salvato, per avere un forte stuolo di fans alle spalle e poter sicuramente migliorare. Christoph viene definito uno dei migliori all'inizio del programma, ma adesso ha fatto molti passi a ritroso, talmente tanti che non è più possibile recuperare; il ragazzo viene quindi eliminato, mentre Manuela ha un'altra chance, che deve sfruttare per riguadagnarsi i voti del pubblico della rete.

Nel prossimo episodio, i 6 concorrenti rimasti poseranno per la copertina di "GQ" e i giudici dovranno decidere chi di loro andrà in finale.
- Concorrente più votato: Oliver Stummvoll
- Nominata per l'eliminazione da Bianca (votazione di Facebook): Manuela Kral
- Nominato per l'eliminazione da Michael: Christoph Tauber Romieri
- Nominato per l'eliminazione da Papis: Christoph Tauber Romieri
- Nominato per l'eliminazione da Melanie: Manuel Stummvoll
- Eliminato: Christoph Tauber Romieri

### Episodio 12
Giorno di messa in onda: 27 novembre 2014
I 6 concorrenti in gara ripassano un po' di catwalk, quando ricevono una mail di Melanie, che annuncia il loro servizio fotografico decisivo, quello per la copertina della rivista "GQ". I ragazzi sono tutti entusiasti e al tempo stesso nervosi; sul set, Manuel è il primo ed impressiona molto positivamente sia i giudici che uno dei collaboratori della rivista. Ottimo lavoro anche per Lydia, Damir e Oliver, anche se la ragazza è ripresa in quanto eccede con la sensualità. Anche le ultime due, Sanela e Manuela, danno un'ottima prova, convincendo Melanie e gli altri giudici di aver fatto la scelta giusta a portare loro sei verso la semifinale. Dopo un momento di commozione e un breve discorso di Melanie, uno degli agenti della rivista annuncia di volere alcuni di loro per un servizio; i sei affrontano quindi un casting e alla fine Lydia, Manuel, Oliver e Sanela ottengono il lavoro. Inoltre, Manuela vince un posto per una sfilata alla "Zurich Fashion Day", organizzata dalla "Veet".

In Villa, Lydia viene dichiarata la migliore durante un'intervista per il miglioramento dei propri errori sul set, mentre Oliver vince una vasca idromassaggio dopo che Papis lo ha definito colui che più di tutti è migliorato in passerella.

Al pannello di giudizio, i 6 devono sfilare un'ultima volta con diversi look e convincere i giudici su chi mandare in finale: si comincia con Oliver, il quale viene definito un potenziale modello internazionale e viene a conoscenza del fatto che per la quinta volta consecutiva ha ricevuto più voti e commenti su Facebook. Oliver è il primo finalista.

Sanela, a detta di Melanie, è colei che non ha mai brillato nelle sue performance, almeno non in tutte le settimane, anche se la copertina di "GQ" è molto ben riuscita; la ragazza viene eliminata.

Manuel è decretato secondo finalista, in quanto si è ripreso il favore del pubblico dopo essere stato eliminato ed è molto amato da tutti i giudici; per Damir, invece, il percorso finisce, poiché nonostante il potenziale enorme, non ha saputo sfruttarlo correttamente.

Manuela e Lydia rimangono a fronteggiarsi per l'ultimo posto disponibile: la prima ha iniziato il percorso in sordina e da ragazza estremamente timida, trasformandosi poi in una modella capace di accaparrarsi moltissimi lavori tra sfilate e servizi fotografici, la seconda invece ha portato avanti il processo esattamente contrario, iniziando come una temibile avversaria per tutti, finendo però nell'ombra (nonostante una minima ripresa). Alla fine, Melanie consegna la foto a Manuela, che diventa la terza finalista, mentre Lydia scoppia in un pianto a dirotto.

Più tardi, mentre Manuel, Manuela e Oliver festeggiano, i tre eliminati vengono richiamati in studio, dove viene loro annunciato che sarà aperto un televoto mediante il quale, all'inizio della finalissima, uno di loro tre avrà una seconda chance.

### Episodio 13 - La Finale
Giorno di messa in onda: 4 dicembre 2014
L'episodio finale di "Austria's Next Top Model" si apre con un video dei momenti migliori dei 3 finalisti Manuel, Manuela ed Oliver; a condurre la puntata dal vivo è Bianca, la quale in seguito annuncia la sfilata dell'intero cast. I 18 concorrenti sfilano tra mille luci e applausi, quindi l'attenzione si sposta su altri 3 concorrenti, quelli che sono in ballottaggio per sapere chi di loro avrà un posto nella finalissima: Damir, Lydia e Sanela.

Bianca chiude il televoto e tocca a Larissa Marolt, dal backstage dello studio, dare l'annuncio ai ragazzi: il concorrente che rientra in gara per diventare "Austria's Next Top Model" è Sanela!
- Rientrata in gara: Sanela Velagić

Si passa quindi ad una nuova sfilata, ma stavolta in passerella saranno protagonisti soltanto Manuel, Manuela, Oliver e Sanela, i quali dovranno sfilare per tre volte con abiti diversi, il tutto in un tempo molto ristretto; nonostante la tensione sia tanta e nel backstage gli altri concorrenti creino distrazione, tutti e quattro i ragazzi riescono bene.

Giunge il nomento della prima eliminazione, che sarà effettuata dalla giuria (come per il terzo classificato); il primo concorrente che passa nella Top 3 è Oliver, seguito da Sanela e infine da Manuela. L'eliminato è Manuel.
- Quarto classificato: Manuel Stummvoll

Si passa dunque alla visione di uno spot pubblicitario girato il giorno precedente dai ragazzi, per il quale verrà deciso chi sarà il seguente eliminato; tutti e tre i ragazzi hanno svolto un ottimo lavoro, ma Manuela ed Oliver sembrano avere colpito maggiormente tutti i giudici.

Dopo un break pubblicitario, Bianca annuncia il momento dell'eliminazione: il primo concorrente che passa alla finalissima è Sanela. Oliver e Manuela sono tesissimi, ma alla fine il ragazzo passa al turno finale, mentre Manuela viene eliminata.
- Terza classificata: Manuela Kral

Viene dunque aperto il televoto affinché sia nuovamente il pubblico di Facebook a decidere chi meriti il titolo di "Austria's Next Top Model" tra Oliver e Sanela.

Dopo un piccolo malore di Melanie (passato) e un'ulteriore sfilata di tutti i 18 concorrenti del cast, Bianca dà l'annuncio ufficiale: il vincitore della sesta edizione del programma è Oliver!
- Seconda classificata: Sanela Velagić
- Vincitore: Oliver Stummvoll

## Ordine di chiamata
| 1  | Anna-Maria | René       | Kajetan   | Lydia     | Sonja     | Oliver    | Manuela   | Sonja     | Oliver    | Oliver    | Oliver    | Oliver  | Oliver  | Sanela  | Oliver |  |  |
| 2  | Miro       | Manuela    | Manuel    | Damir     | Kajetan   | Manuela   | Kajetan   | Oliver    | Damir     | Manuela   | Sanela    | Sanela  | Sanela  | Oliver  | Sanela |  |  |
| 3  | Kajetan    | Kajetan    | Miro      | Carina    | Sanela    | Kajetan   | Oliver    | Damir     | Manuel    | Lydia     | Lydia     | Manuel  | Manuela | Manuela |        |  |  |
| 4  | Lydia      | Sanela     | Oliver    | Kajetan   | Oliver    | Lydia     | Lydia     | Manuela   | Sanela    | Manuel    | Damir     | Damir   | Manuel  |         |        |  |  |
| 5  | Christoph  | Miro       | Damir     | Mario     | Mario     | Miro      | Carina    | Kajetan   | Christoph | Christoph | Manuel    | Manuela |         |         |        |  |  |
| 6  | Damir      | Carina     | Christoph | Christoph | Carina    | Sanela    | Sanela    | Christoph | Sonja     | Sanela    | Christoph | Lydia   |         |         |        |  |  |
| 7  | Sonja      | Manuel     | Michelle  | Oliver    | Lydia     | Damir     | Damir     | Miro      | Kajetan   | Damir     | Manuela   |         |         |         |        |  |  |
| 8  | Manuel     | Sonja      | Manuela   | René      | Damir     | Christoph | Christoph | Sanela    | Lydia     | Kajetan   | Kajetan   |         |         |         |        |  |  |
| 9  | Manuela    | Christoph  | Sonja     | Sonja     | Christoph | René      | Michelle  | Carina    | Manuela   |           |           |         |         |         |        |  |  |
| 10 | Michael    | Lydia      | Michael   | Michelle  | Manuela   | Sonja     | Sonja     | Lydia     |           |           |           |         |         |         |        |  |  |
| 11 | Michelle   | Michael    | Carina    | Sanela    | Miro      | Michelle  | Miro      |           |           |           |           |         |         |         |        |  |  |
| 12 | René       | Michelle   | Sanela    | Manuel    | Michelle  | Carina    | René      |           |           |           |           |         |         |         |        |  |  |
| 13 | Oliver     | Oliver     | Mario     | Miro      | René      | Mario     | Mario     |           |           |           |           |         |         |         |        |  |  |
| 14 | Mario      | Damir      | René      | Manuela   | Manuel    |           |           |           |           |           |           |         |         |         |        |  |  |
| 15 | Carina     | Mario      | Lydia     | Michael   |           |           |           |           |           |           |           |         |         |         |        |  |  |
| 16 | Sanela     | Sylvia     | Sylvia    |           |           |           |           |           |           |           |           |         |         |         |        |  |  |
| 17 | Sylvia     | Anna-Maria |           |           |           |           |           |           |           |           |           |         |         |         |        |  |  |
| 18 | Stella     |            |           |           |           |           |           |           |           |           |           |         |         |         |        |  |  |

- L'ordine di chiamata è casuale, gli ultimi 4 concorrenti sono invece i peggiori secondo i giurati o il pubblico di Facebook
- Nel terzo episodio Oliver, Miro, Kajetan e Manuel non sono presenti, essendo volati a Milano per i casting; sono comunque immuni e passano al turno successivo
- Nel quinto episodio, al ballottaggio ci sono 3 concorrenti anziché 4
- Nel sesto episodio, nessuno dei quattro concorrenti nominati al ballottaggio viene eliminato
- Nel settimo episodio, Mario viene eliminato subito dopo il servizio fotografico; in studio, al ballottaggio sono Michelle, Miro, René e Sonja. Pur essendo chiamata per prima, Michelle viene eliminata, e alla fine anche René
- Alla fine dell'ottavo episodio, a seguito dell'eliminazione di Miro e Carina, Melanie annuncia il rientro in gara del più votato tra i concorrenti eliminati, che si rivela essere Manuel
- Nel nono episodio, Sonja è una dei candidati per l'eliminazione, ma decide di lasciare di sua volontà la gara, permettendo quindi a Kajetan, Lydia e Manuela di passare al turno successivo
- Nel decimo episodio, nessuno dei quattro concorrenti al ballottaggio viene eliminato, ma Melanie annuncia che uno tra Damir e Kajetan sarà eliminato al termine del seguente servizio fotografico
- Nell'undicesimo episodio, Kajetan viene eliminato subito dopo il servizio fotografico, in studio, al ballottaggio ci sono 3 concorrenti anziché 4
- Nel dodicesimo episodio, i 6 concorrenti vengono subito a sapere se sono in finale o eliminati; al termine dell'eliminazione, Melanie annuncia che uno tra Damir, Lydia e Sanela rientrerà in gara per la finalissima
- Il tredicesimo episodio si apre col verdetto del primo televoto: Sanela rientra il gara come quarta finalista

     Il concorrente ha il maggior numero di voti ed è al turno successivo
     Il concorrente passa al turno successivo
     Il concorrente è a rischio, ma viene salvato e passa al turno successivo
     Il concorrente è stato eliminato
     Il concorrente non è presente al pannello di giudizio e passa al turno successivo
     Il concorrente rientra in gara
     Il concorrente ha lasciato la gara volontariamente
     Il concorrente è stato eliminato al di fuori del giudizio in studio
     Il concorrente è il vincitore del programma

## Makeovers
- Anna-Maria: Capelli tinti castano scuro
- Carina: Capelli tinti biondo scuro
- Christoph: Capelli tinti castano scuro
- Damir: Capelli accorciati
- Kajetan: Capelli accorciati e scuriti
- Lydia: Extensions
- Manuel: Capelli accorciati
- Manuela: Taglio altezza spalle
- Mario: Capelli accorciati
- Michael: Capelli accorciati
- Michelle: Capelli cortissimi e color biondo platino
- Miro: Capelli tinti di nero
- Oliver: Capelli tinti biondo platino
- René: Frangetta
- Sanela: Capelli tinti di nero
- Sonja: Lato rasato
- Sylvia: Taglio altezza spalle e frangetta

## Servizi fotografici
- Episodio 1: Sfilata in lingerie in Liechtenstein e servizio fotografico "Guerra dei sessi"
- Episodio 2: Sedcard shooting e Scatti in costume a Cipro
- Episodio 3: Tuffi in piscina con costumi anni '50 e gonfiabili
- Episodio 4: In abiti vintage sulla Riesenrad di Vienna
- Episodio 5: Pipistrelli
- Episodio 6: Walzer in coppia
- Episodio 7: Samurai
- Episodio 8: Servizio fotografico in un cimitero in occasione della festa di Halloween
- Episodio 9: Servizio fotografico in 3D ispirato al gioco "The Sims" con rettili e ragni
- Episodio 10: Servizio fotografico in veste di punk miliardari
- Episodio 11: Servizio fotografico di nudo ispirato ad Adamo ed Eva nel Giardino dell'Eden
- Episodio 12: Copertina "GQ"